# Melicope carrii
Melicope carrii är en vinruteväxtart som beskrevs av Thomas Gordon Hartley. Melicope carrii ingår i släktet Melicope och familjen vinruteväxter. Inga underarter finns listade i Catalogue of Life.